# 几内亚国徽
几内亚國徽曾多次修改图案。现行几内亚国徽启用于2011年10月2日，為一盾徽。
国徽上方为一隻叼著金色橄欖枝條的鸽子，寓意几内亚人民热爱和平；一柄劍和一柄步槍交叉於其上，象征几内亚人民捍卫国土的坚定意志。下方有与几内亚国旗颜色相同的饰带，飾帶以法語書上國家格言「勞動、正義、團結」。

## 历史国徽

1958-1984
1984-1993
1993-2011